# 岩渕仁
岩渕 仁（いわぶち ひとし、1948年10月13日 - ）は、日本の元陸上競技選手、指導者。岩手県東磐井郡大東町出身。日本体育大学卒業。

## 経歴
大船渡市立第一中学校、岩手県立大船渡高等学校、日本体育大学出身。
中学2年生までは生まれ故郷である岩手県東磐井郡大東町で育ったが、父親が事業に失敗して破産。三陸沿岸の大船渡市へ移り、大船渡市立第一中学校に転校した。高校入試では全日制の試験に不合格となり、岩手県立大船渡高等学校(定時制)に進学する。昼は地元の新聞社で写真の暗室作業と、写真製版の仕事をした。午後9時に授業が終わり、ほの暗い照明の下で10時半まで練習し、11時半に帰宅する生活を送っていた。卒業後は警察官になるつもりだったが、両親が「お金はなんとかするから」と進学を勧め、4年生の秋頃に日本体育大学への進学を志すようになる。11月の全国高等学校定時制通信制陸上競技大会では、800ｍは2分02秒2、1500ｍは4分10秒9でどちらも3位に入賞した。
1968年、19歳で日本体育大学に進学した。最初の1年間は寮生活で、アルバイトが禁止されていたため、母から毎月10000円の仕送りを受けた。2年生になってからはトンカツ屋に住み込みでアルバイトを始め、3食付きで午後7時から深夜0時まで働いた。
入学時は200人いた部員の中で180番目ぐらいだったというが、3年時の夏合宿のメンバーから外れたため故郷に帰り走り込んだことで力をつけ、箱根駅伝の前に行われた学内予選で11位に入った。主将の怪我もあり、10区を任される。
迎えた第47回箱根駅伝では2連覇中の日本体育大学は前評判に反して苦戦を強いられ、往路は1位の日本大学とは7分55秒差の4位に終わる。復路で追い上げたが、9区終了時点では首位の日本大学とは1分27秒差の3位だった。10区を走る岩渕は序盤からハイペースで入ると、ゴールまで残り約8kmの地点で、トップに立ったという情報を聞いたが意識が朦朧とし始める。優勝の確信は無かったが、両手を広げてフィニッシュテープを切った。岩渕は区間賞を獲得。通算タイムでは2位の順天堂大学と23秒の差で総合優勝し、3連覇を達成した。
4年時の第48回箱根駅伝では3区を走り、区間8位にとどまったが日本体育大学は4連覇を達成した。
大学を卒業した1972年からは茨城県で教員となり、日本選手権で7度の準優勝、国民体育大会で4度の優勝、全日本実業団陸上競技選手権で4度の優勝を成し遂げた。1975年のアジア陸上選手権では3000m障害で銀メダルを獲得すると、1978年9月の8ヵ国対抗陸上競技大会では、当時日本歴代3位となる8分30秒8をマーク。同年12月のアジア競技大会では3000m障害で銅メダルを獲得した。1982年に33歳で現役を引退した。

### 引退後
1985年にヱスビー食品に入社。女子陸上競技部の監督も務めた。
1989年1月に日立製作所女子陸上競技部の監督に就任し、1995年3月に退任した。同年6月に東京療術学院で医学を学び、1997年6月に療術整体師の資格を取得。水戸市で岩渕スポーツ整体院を開業した。また、2008年10月には水戸ランナー塾を創設している。

## 戦績・記録

### 大学駅伝戦績
| 学年               | 箱根駅伝                         | 全日本大学駅伝             |
| ------------------ | -------------------------------- | -------------------------- |
| 1年生 （1968年度） | 第45回 ー － ー 出走なし         | なし                       |
| 2年生 （1969年度） | 第46回 ー － ー 出走なし         | 第1回 ー － ー 出走なし    |
| 3年生 （1970年度） | 第47回 10区-区間賞 1時間05分35秒 | 第2回 ー － ー 出走なし    |
| 4年生 （1971年度） | 第48回 3区-区間8位 1時間08分26秒 | 第3回 6区-区間2位 25分03秒 |

## 自己ベスト
- 3000m障害 - 8分30秒8（1978年9月25日：8ヵ国対抗陸上競技大会）